# Yalçın Ayhan
Yalçın Ayhan (sinh ngày 1 tháng 5 năm 1982) là một cầu thủ bóng đá Thổ Nhĩ Kỳ thi đấu ở vị trí trung vệ cho Yeni Malatyaspor.

## Quốc tế
Vào tháng 11 năm 2016 Ayhan lần đầu tiên được triệu tập vào đội hình Thổ Nhĩ Kỳ trong trận đấu với Kosovo.